# مردخاي شبيغلر
مردخاي شبيغلر (بالعبرية: מרדכי שפיגלר) من مواليد 19 أغسطس 1944

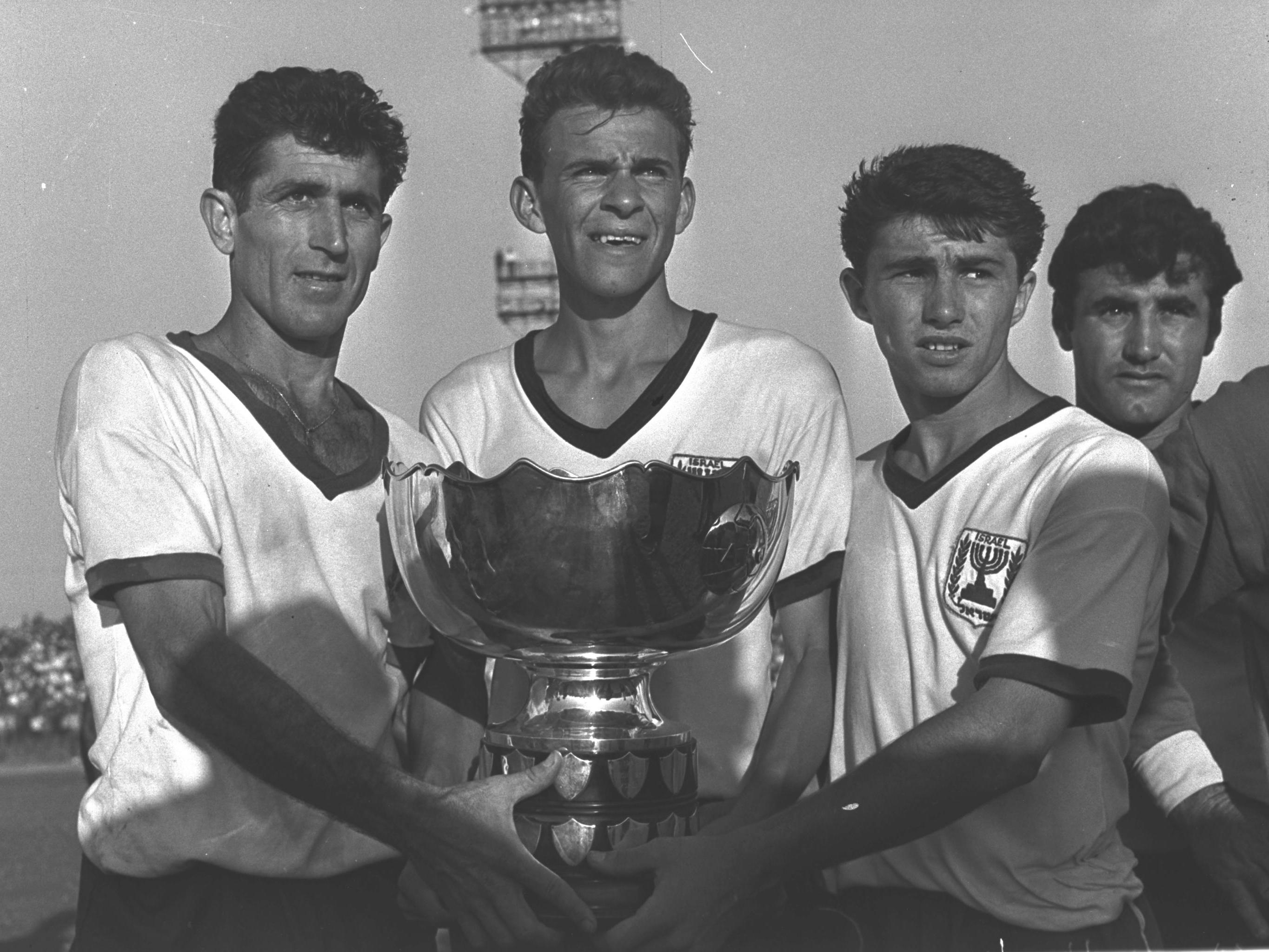
موردخاي شيبغلر حقق كأس آسيا للمرة الأولى عام 1964

 في مدينة سوتشي الروسية، لاعب المنتخب الإسرائيلي السابق (مركزه : مهاجم) سجل 33 هدفاً وظهوره في الملعب 83 مرة.

## حياته الرياضية
بدأ شبيغلر كلاعب في نادي مكابي الرياضي، ومن ثم انتقل لنادي باريس سان جيرمان الفرنسي، ومن ثم لعب بجانب زميله الأسطورة بيليه في نادي نيويورك كوسموس الأمريكي، وكان ذلك في فترة الدوري الأمريكي لكرة القدم 1970م.

## انضمامه للمنتخب الإسرائيلي الأول لكرة القدم
انظم شبيغلر للمنتخب الإسرائيلي لكرة القدم بتاريخ 2 يناير 1964، عندما تغلبت إسرائيل على منتخب هونغ كونغ في نهائي كأس أمم آسيا 1964، وكان أول لاعب إسرائيلي يحصل على لقب هداف البطولة برصيد هدفين، وجعل أول لاعب أسيوي يتواجد في تلك البطولة.
وبحصول هذا اللقب، قرر الفيفا مشاركة دولة إسرائيل في مونديال المكسيك 1970م، والذي شارك فيه موردخاي 3 جولات في المجموعة الثانية من الدور الأول، سجل هدفاً في مرمى منتخب السويد لكرة القدم في الدقيقة 56، والتي أنتهت المباراة بالتعادل الإيجابي بهدف لمثله.
شارك موردخاي شبيغلر في دورة الألعاب الأولمبية الصيفية في مدينة مكسيكو سيتي 1968م، وكانت إسرائيل قد تأهلت لربع النهائي قبل أن يخسر أمام منتخب بلغاريا لكرة القدم بالتعادل الإيجابي.

## حياته بعد الاعتزال
كان شبيغلر المرشح لأفضل لاعب أوروبي امتد لخمسين عاماً من اللعب، وحصل على أفضل لاعب في نوفمبر 2003 من قبل جائزة اليوبيل (جائزة اليوبيل معتمدة من الاتحاد الأوروبي لكرة القدم)، وكان شبيغلر درب عدة أندية محلية في أوائل الثمانينيات، ومنها نادي مكابي حيفا والذي أبتدأ تدريب فريقه عام 1979م.

## أرقام عن شبيغلر
- 1963-1971 : سجل مع ناديه ماكابي نيتانيا 168 هدف وظهوره في الملعب 255 مرة.
- أول فترة احترافية في الخارج قام بها اللاعب شبيغلر، كان احترافه في نادي باريس إف سي مكث فيه سنتين 1972-1973، ومن ثم انتقل لنادي باريس سان جيرمان لمدة سنتين أيضاً 1973-1974، ومن ثم أنتقل إلى الولايات المتحدة واستقر في نادي نيويورك كومسوس لمدة 3 سنوات فقط، ومن ثم عاد إلى بلده.

## روابط خارجية
- مردخاي شبيغلر على موقع الاتحاد الدولي (مؤرشف)  (الإنجليزية)
- مردخاي شبيغلر على موقع قاعدة بيانات كرة القدم.إي يو (الإنجليزية)
- مردخاي شبيغلر على موقع ليكيب (الفرنسية)
- مردخاي شبيغلر على موقع ناشيونال فوتبول تيمز (الإنجليزية)
- مردخاي شبيغلر على موقع اللجنة الأولمبية الدولية (الإنجليزية)
- مردخاي شبيغلر على موقع أوليمبيديا (الإنجليزية)